# Équipe d'Irak des moins de 17 ans de football
Maillots
L'équipe d'Irak des moins de 17 ans est une sélection de joueurs de moins de 17 ans au début des deux années de compétition placée sous la responsabilité de la Fédération d'Irak de football. L'équipe a remporté une fois la Coupe d'Asie des nations des moins de 16 ans, et a participé à deux reprises à la Coupe du monde des moins de 17 ans.

## Parcours en Coupe d'Asie des nations de football des moins de 16 ans
- 1985 :  3e
- 1986 : Non qualifiée
- 1988 : 4e
- 1990 : Non qualifiée
- 1992 : Non qualifiée
- 1994 : 1er tour
- 1996 : Non qualifiée
- 1998 : 1er tour
- 2000 : Non qualifiée
- 2002 : Non qualifiée
- 2004 : Quarts de finale
- 2006 : 1er tour
- 2008 : Non qualifiée
- 2010 : Quarts de finale
- 2012 : Demi-finale
- 2014 : Non qualifiée
- 2016 :  Vainqueur
- 2018 : 1er tour
- 2020 : Annulée
- 2023 : À venir

## Parcours en Coupe du monde des moins de 17 ans
- 1985 : Non qualifiée
- 1987 : Non qualifiée
- 1989 : Non qualifiée
- 1991 : Non qualifiée
- 1993 : Non qualifiée
- 1995 : Non qualifiée
- 1997 : Non qualifiée
- 1999 : Non qualifiée
- 2001 : Non qualifiée
- 2003 : Non qualifiée
- 2005 : Non qualifiée
- 2007 : Non qualifiée
- 2009 : Non qualifiée
- 2011 : Non qualifiée
- 2013 : 1er tour
- 2015 : Non qualifiée
- 2017 : Huitièmes de finale
- 2019 : Non qualifiée
- 2023 : À venir